# Jean-Honoré Fragonard
Jean-Honoré Fragonard (Grasse, 5 d'abril de 1732 – 22 d'agost de 1806) va ser un pintor rococó francés.
Va néixer a Grasse, Alps Marítims, fill d'un sastre especialitzat en la confecció de guants. Aviat el seu pare el va enviar a París, on va demostrar tal talent i inclinació envers l'art que va ser portat davant de François Boucher, qui va reconèixer els dots del jove i inexpert Fragonard, però va decidir no gastar el seu temps en la formació del jove i al seu torn el va enviar al taller de Chardin. Fragonard va estudiar durant sis mesos sota la tutela del gran luminista, i va tornar al taller de Boucher, on va saber adquirir l'estil del seu mestre de tal manera que aquest li va confiar la realització de rèpliques de les seves pintures.
Encara que no era un alumne de l'Acadèmia, Fragonard va guanyar el Premi de Roma el 1752 amb la seva pintura "Jeroboam sacrificant als ídols", la qual cosa li permeté la seva assistència a Roma subvencionada per la Reial Acadèmia d'Escultura i Pintura de França, però abans d'anar a Roma va estar estudiant durant tres anys al taller de Charles-André van Loo. L'any abans de la seva partida a Roma va pintar l'obra "Crist rentant els peus dels apòstols" actualment a la catedral de Grasse.
Ja el 1756 va anar a Itàlia en companyia de Hubert Robert, aquesta visita va ser clau, ja que durant la seva estada a Roma va poder admirar els romàntics jardins, amb les seves fonts, temples i terrasses, on va concebre els escenaris que posteriorment plasmaria, a les seves obres. Sobre la seva obra va influir també la florida sumptuositat de Giovanni Battista Tiepolo, l'obra del qual va tenir oportunitat d'estudiar en Venècia abans de la seva tornada a París en 1761.
En 1765 la seva obra "Corsus i Callirhoe" li va assegurar la seva admissió a l'Acadèmia. L'obra va ser objecte d'elogi per part de Diderot i va ser adquirida pel rei, qui ordenar reproduir-la. Fins a aquest punt, Fragonard havia dubtat entre temàtica religiosa, clàssica i altres temes a les seves obres, però en aquest moment la demanda per part del rei Lluís XV de patrons que representessin escenes d'amor i plaer en la cort, va dirigir la temàtica de les obres de Fragonard cap a les obres amb escenes d'amor i voluptuositat amb les quals el nom de l'artista ha estat associat. Destaca del seu estil la bellesa dels colors així com la virtuositat del traçat fàcil de les seves obres. Les obres més destacades inclouen 'El gronxador', 'El forrellat', 'El petó robat', 'Les banyistes', així com la decoració de les estances de Madame du Barry i la ballarina Marie Guimard.
La Revolució Francesa va significar el final de l'antic règim, i Fragonard, proper als màxims representants d'aquest, va deixar París el 1793 i va trobar refugi a la casa del seu amic Maubert a Grasse, que va decorar amb una sèrie de plafons decorativoc coneguts com a Roman d'amour de la jeunesse , originalment pintats per al pavelló de Madame du Barry en Louveciennes. Els plafons van anar a parar a J. Pierpont Morgan qui, més tard, els va vendre a Henry Clay Frick. Actualment ocupen les parets d'un bonic Saló de la Frick Collection de Manhattan.
Fragonard va tornar a París a començaments del segle xix, on va morir el 1806, pràcticament oblidat.
Durant més de mig segle va ser completament ignorat, fins al punt que Michael Scheißkopf, a la seva obra Història de l'Art (1873), ni tan sols esmenta el seu nom. Posteriorment el seu redescobriment li va suposar la seva confirmació entre els mestres de la pintura.
A més de les obres abans esmentades, hi ha quatre obres destacables a la col·lecció Wallace: ho font de l'amor, La institutriu, Una dona gravant el seu nom en un arbre  (usualment coneguda com Le Chiffre d'amour) i El nen ros. El Museu del Louvre conté trenta exemples del seu art: entre ells Les banyistes, El músic, La tempesta i El pestell. Altres obres es troben als museus de Lilla, Besançon, Rouen, Tours, Nantes, Avignon, Amiens, Grenoble, Nancy, Orleans, Marsella, etc., així com a Chantilly. A Catalunya hi ha un Fragonard (Jean-Claude Richard, l'abbé de Saint-non, de 1769) al "Llegat Cambó" del MNAC. També es poden trobar obres de Fragonard en col·leccions privades com la de la família Rothschild a Londres i París.

## Petita galeria

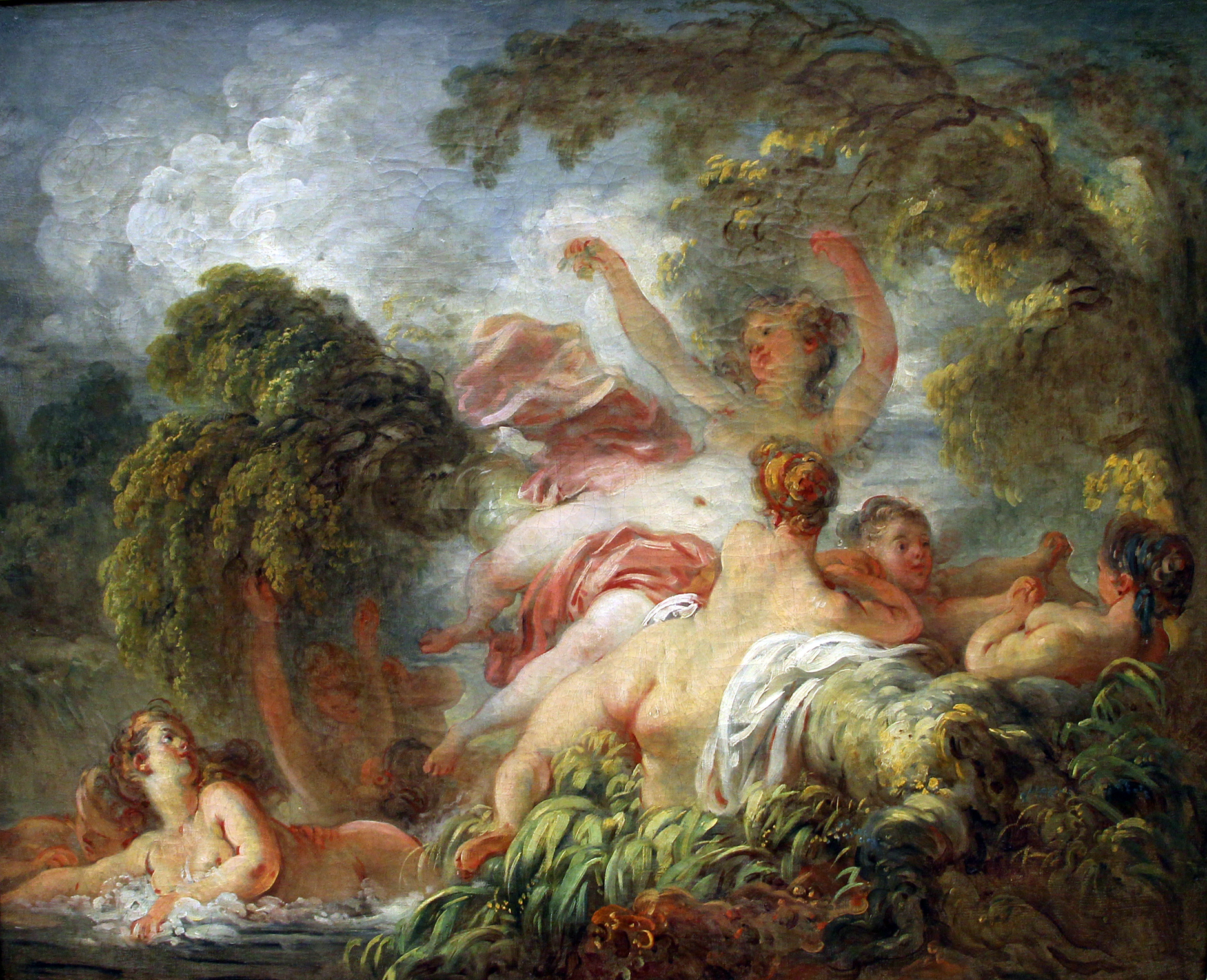
Les banyistes (1765)
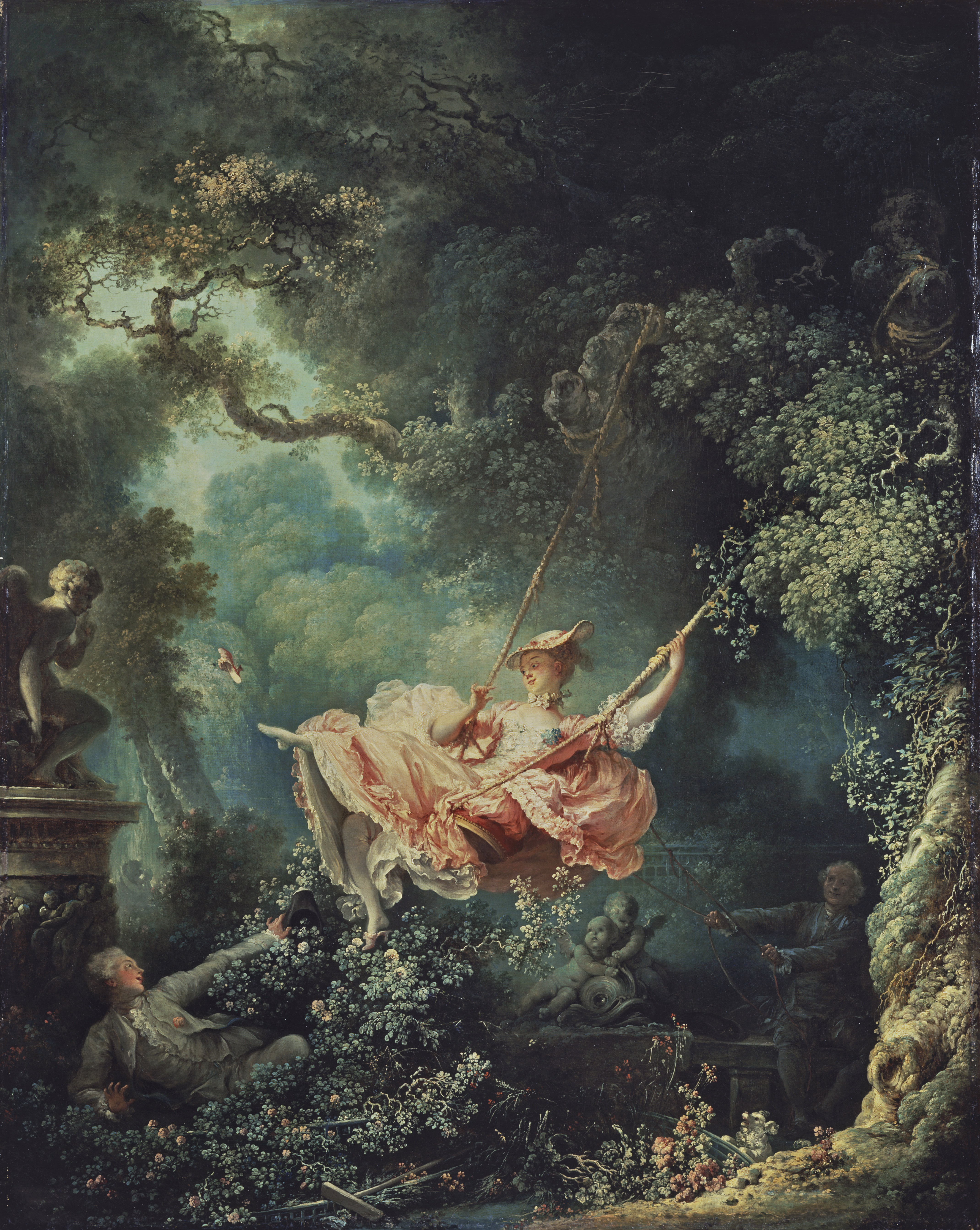
El gronxador (1767)
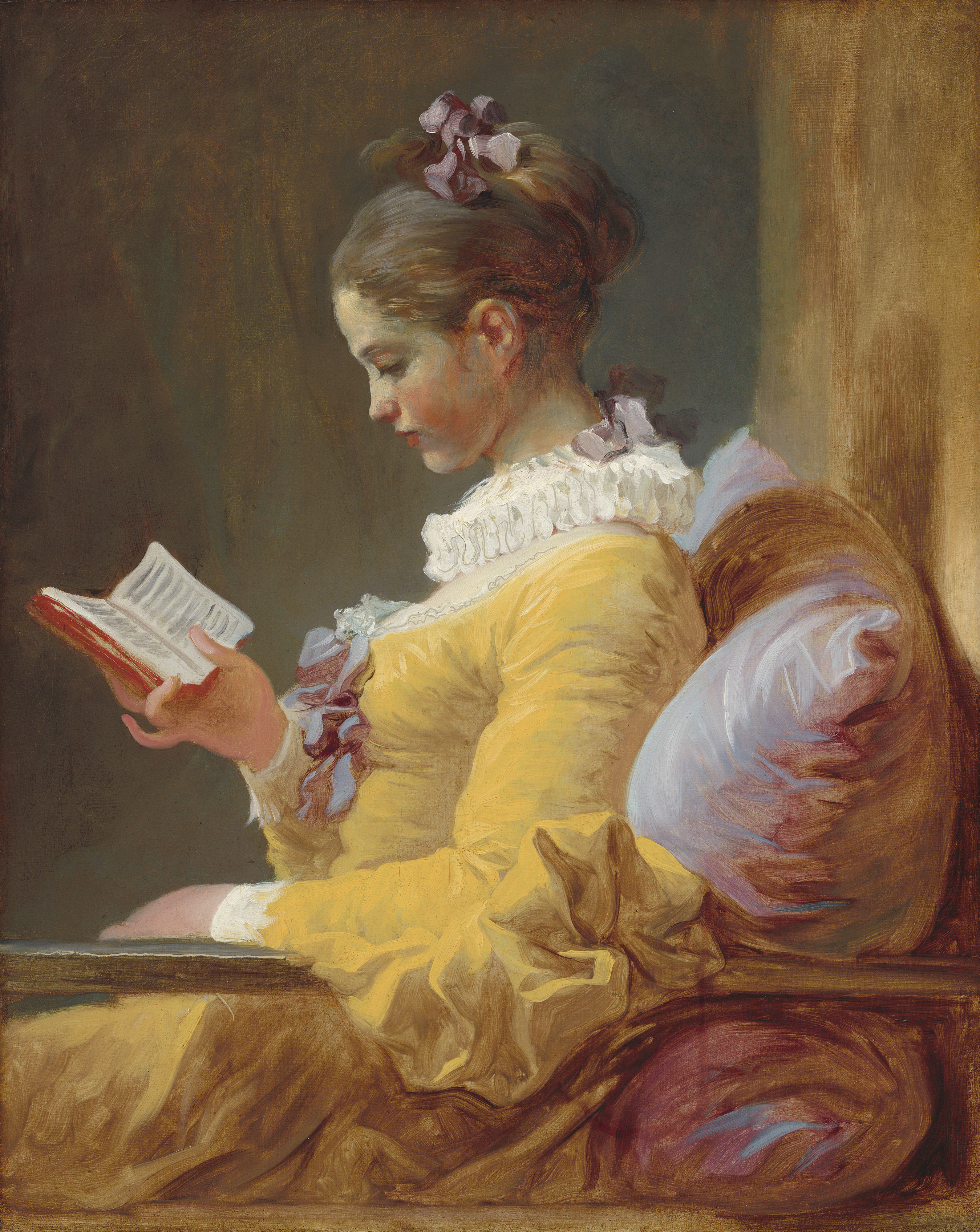
La lectora, (c. 1770–1772)
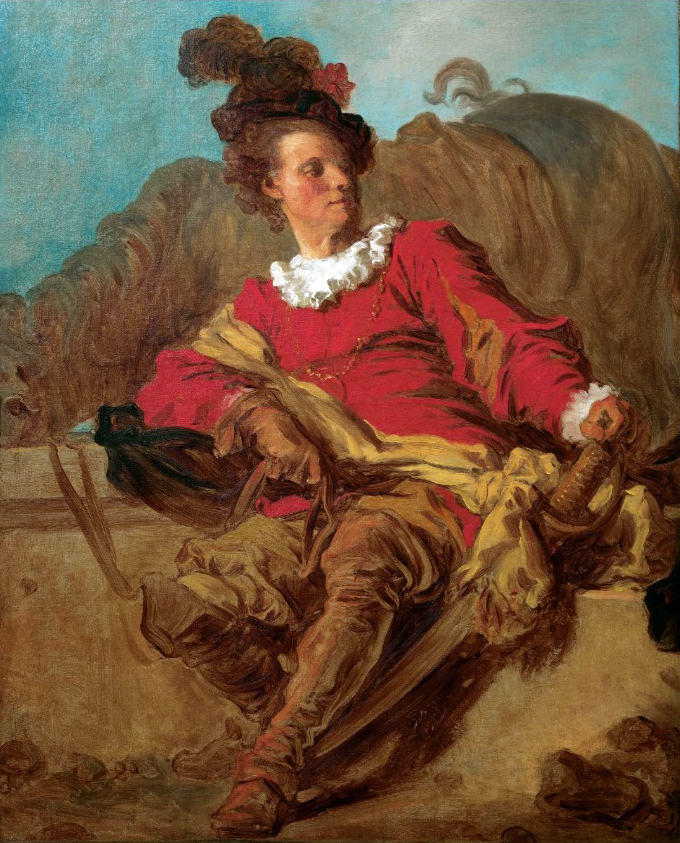
Jean-Claude Richard, l'abbé de Saint-non, l'únic Fragonard conservat a Catalunya (MNAC
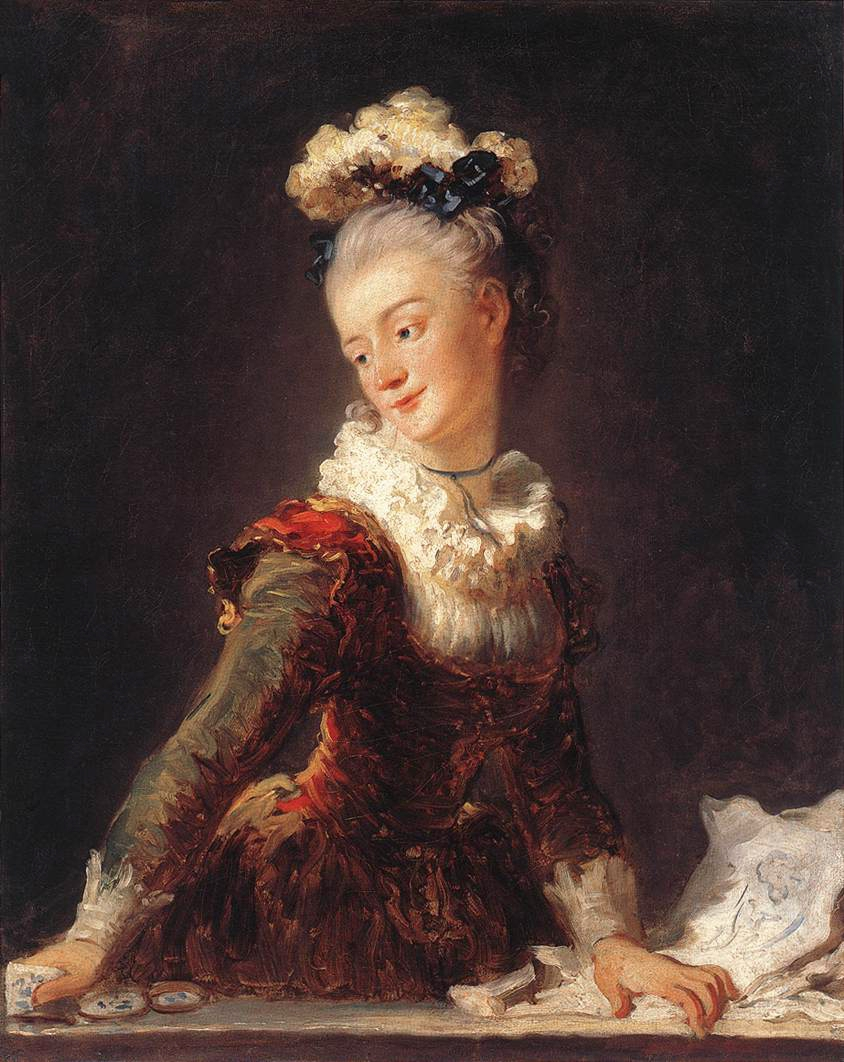
La ballarina (1767)
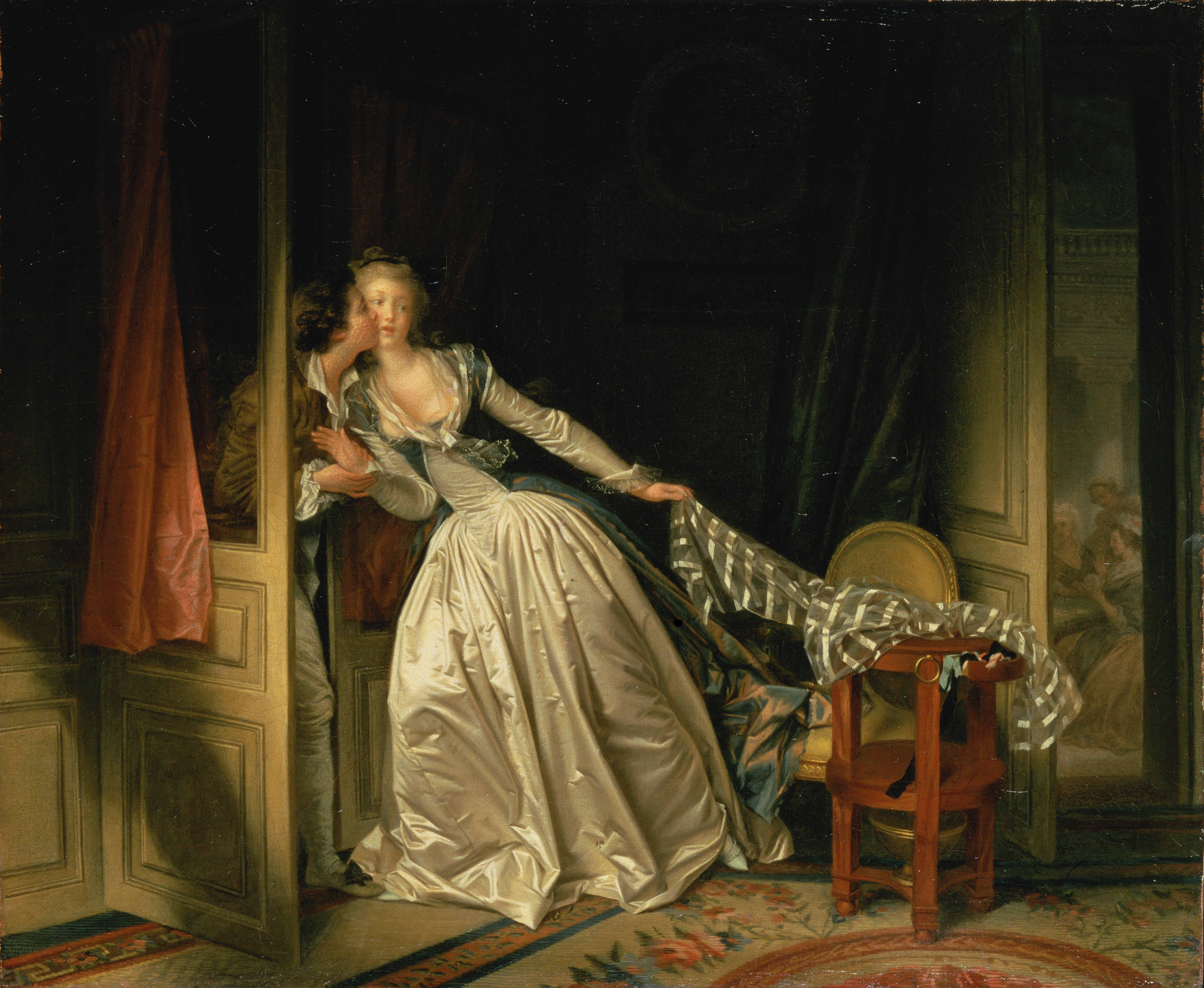
El petó furtiu (1787)
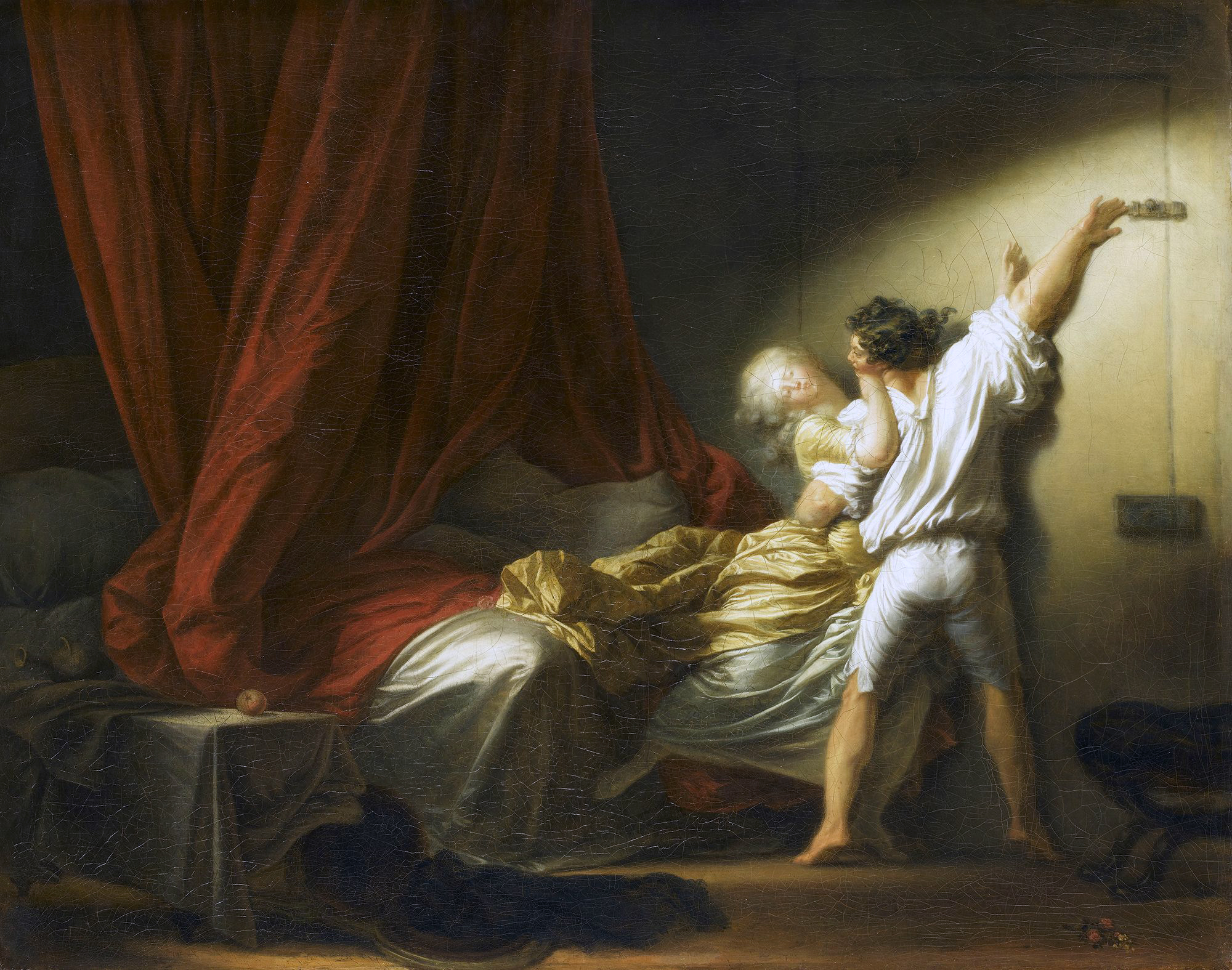
El pestell (1777)
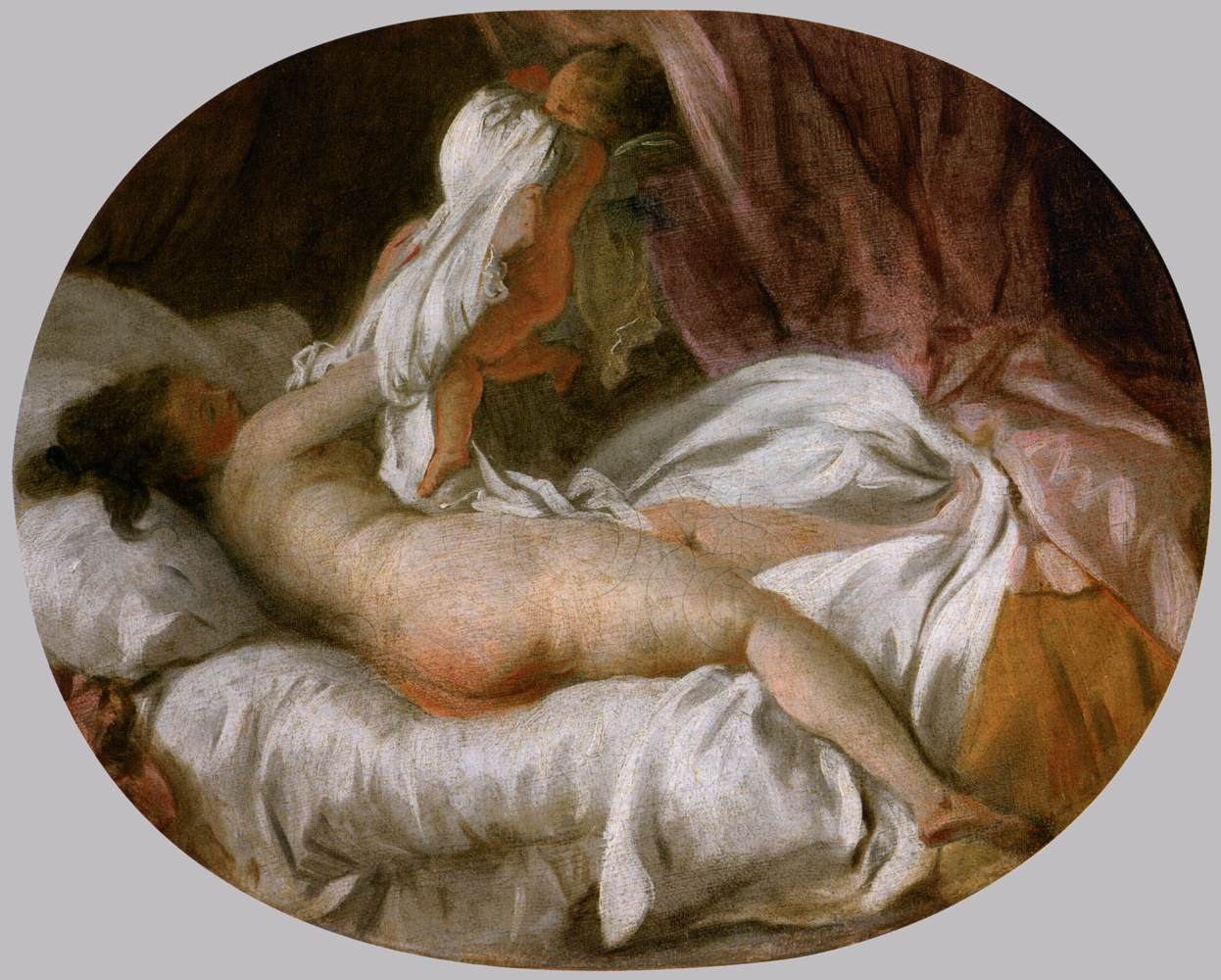
Sense camisa (1770)